# Loïc Nestor
Loïc Nestor est un footballeur français, international guadeloupéen, né le 20 mai 1989 à Haguenau (France). Il évolue au poste de défenseur central.

## Biographie
Loïc Nestor rejoint les équipes jeunes du Havre AC en 2004 à l'âge de 15 ans. Il joue essentiellement en défense centrale, bien que pouvant aussi jouer au poste d'arrière droit. Il gravit les échelons et intègre l'équipe première au début de la saison 2007-2008 grâce à son entraîneur de l'époque, Jean-Marc Nobilo qui l'eut sous ses ordres dans les équipes jeunes du HAC. Abasse Ba blessé pour le début de la saison, Loïc Nestor peut espérer un poste au sein de la défense centrale havraise. C'est finalement son ami Benjamin Police, novice comme lui en Ligue 2, qui lui est préféré. Mais ce dernier se blesse et Loïc Nestor commence sa carrière professionnelle en Ligue 2 le 6 novembre 2007 contre lors d'une défaite deux buts à un contre le CS Sedan.
Il marque ensuite son premier but en professionnel en Coupe de France le 5 janvier 2008 contre l'OGC Nice sur corner, mais n’empêche pas son équipe d'être éliminée de la compétition. Sa prestation plus qu'honorable lui permet de prétendre a un poste de titulaire au côté de Nicolas Gillet dans la défense havraise, en alternance avec Abasse Ba pour la seconde moitié de saison. Il joue en tout 16 matchs pour 3 buts pour sa première saison professionnelle et termine champion de Ligue 2 avec le Havre AC à la fin de la saison. 

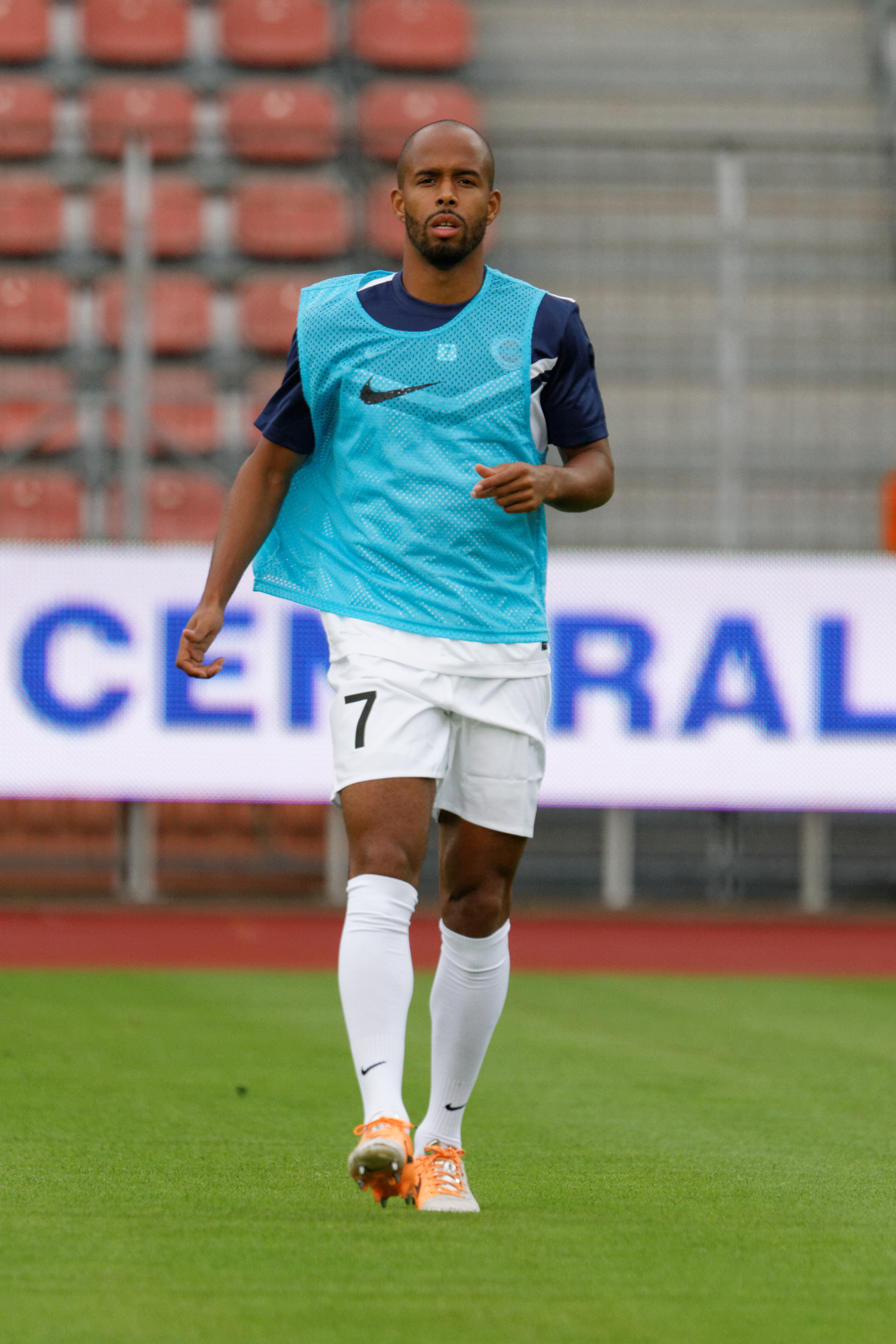
Loïc Nestor lors de Créteil-Châteauroux, saison 2014-2015

La saison suivante en Ligue 1 est plus compliquée, puisqu'il doit faire face à l'arrivée du jeune Massamba Sambou en provenance de l'AS Monaco, puis du changement d’entraîneur et de la prise en charge de l'équipe première par Frédéric Hantz, qui ne lui fait/s pas confiance et le renvoie en CFA. Il ne jouera que 10 matchs en ligue 1, les seuls à ce jour.
Le club redescend en Ligue 2 à la fin de la saison et Cédric Daury est nommé entraîneur de l'équipe. Cette saison n'est guère meilleure sur le plan du temps de jeu, où il est barré par l'éclosion de Jean-Armel Kana-Biyik, qui est associé à l’expérimenté Nicolas Gillet en défense centrale.
À l'aube de saison 2010-2011, le club normand renouvelle son effectif, avec notamment les départs de Jean-Armel Kana-Biyik pour le Stade rennais et de Nicolas Gillet pour le SCO Angers. Loïc Nestor devient donc titulaire à 21 ans au sein de la défense de son club avec lequel il joue 35 matchs toutes compétitions confondues avec un nouveau partenaire, Benjamin Genton. La saison suivante, Cédric Daury le repositionne arrière droit et il joue 30 matchs toutes compétitions confondues.
En juin 2012, en fin de contrat au Havre AC et en dépit du nouveau bail proposé par son club, il signe un contrat de trois ans à La Berrichonne Châteauroux, où il rejoint son ancien coéquipier Massamba Sambou. Arrivé en fin de contrat avec Châteauroux et le club étant relégué en National, il prend la direction du Nord et de Valenciennes où il paraphe un contrat de trois ans.
En juillet 2019, il rejoint le Grenoble Foot 38 libre de tout contrat.
Le 24 août 2024, il est victime d'une rupture des ligaments croisés lors d'un match de Ligue 2 contre le FC Lorient. Il parvient cependant à revenir sur les terrains en toute fin de saison et annonce sa retraite sportive le 1er mai 2025. Il envisage ensuite de passer ses diplômes d’entraîneur.

## Statistiques
| Saison                | Club                  | Championnat           | Championnat | Championnat | Coupe nationale | Coupe nationale | Coupe de la Ligue | Coupe de la Ligue | Total | Total |
| Saison                | Club                  | Division              | M.          | B.          | M.              | B.              | M.                | B.                | M.    | B.    |
| 2007-2008             | Le Havre AC           | Ligue 2               | 15          | 2           | 1               | 1               | -                 | -                 | 16    | 3     |
| 2008-2009             | Le Havre AC           | Ligue 1               | 11          | 2           | 1               | 0               | -                 | -                 | 12    | 2     |
| 2009-2010             | Le Havre AC           | Ligue 2               | 17          | 1           | -               | -               | -                 | -                 | 17    | 1     |
| 2010-2011             | Le Havre AC           | Ligue 2               | 35          | 2           | 1               | 0               | 2                 | 0                 | 38    | 2     |
| 2011-2012             | Le Havre AC           | Ligue 2               | 30          | 0           | 1               | 0               | 2                 | 0                 | 33    | 0     |
| Sous-total            | Sous-total            | Sous-total            | 108         | 7           | 4               | 1               | 4                 | 0                 | 116   | 8     |
| 2012-2013             | LB Châteauroux        | Ligue 2               | 29          | 2           | 1               | 0               | 1                 | 0                 | 31    | 2     |
| 2013-2014             | LB Châteauroux        | Ligue 2               | 32          | 0           | 1               | 0               | 1                 | 0                 | 34    | 0     |
| 2014-2015             | LB Châteauroux        | Ligue 2               | 34          | 0           | 2               | 0               | 1                 | 0                 | 37    | 0     |
| Sous-total            | Sous-total            | Sous-total            | 95          | 2           | 4               | 0               | 3                 | 0                 | 102   | 2     |
| 2015-2016             | Valenciennes FC       | Ligue 2               | 37          | 0           | 3               | 0               | 1                 | 0                 | 41    | 0     |
| 2016-2017             | Valenciennes FC       | Ligue 2               | 31          | 2           | 2               | 0               | 1                 | 0                 | 34    | 2     |
| 2017-2018             | Valenciennes FC       | Ligue 2               | 17          | 0           | 1               | 0               | 1                 | 0                 | 19    | 0     |
| 2018-2019             | Valenciennes FC       | Ligue 2               | 34          | 1           | 2               | 0               | 1                 | 0                 | 37    | 1     |
| Sous-total            | Sous-total            | Sous-total            | 119         | 3           | 8               | 0               | 4                 | 0                 | 131   | 3     |
| 2019-2020             | Grenoble Foot 38      | Ligue 2               | 13          | 0           | -               | -               | -                 | -                 | 13    | 0     |
| 2020-2021             | Grenoble Foot 38      | Ligue 2               | 30          | 4           | 1               | 0               | -                 | -                 | 31    | 4     |
| 2021-2022             | Grenoble Foot 38      | Ligue 2               | 37          | 4           | -               | -               | -                 | -                 | 37    | 4     |
| 2022-2023             | Grenoble Foot 38      | Ligue 2               | 14          | 0           | 6               | 1               | -                 | -                 | 20    | 1     |
| 2023-2024             | Grenoble Foot 38      | Ligue 2               | 19          | 1           | 2               | 0               | -                 | -                 | 21    | 1     |
| 2024-2025             | Grenoble Foot 38      | Ligue 2               | 3           | 0           | -               | -               | -                 | -                 | 3     | 0     |
| Sous-total            | Sous-total            | Sous-total            | 116         | 9           | 9               | 1               | -                 | -                 | 125   | 10    |
| Total sur la carrière | Total sur la carrière | Total sur la carrière | 438         | 21          | 25              | 2               | 11                | 0                 | 474   | 23    |

## Palmarès
- Champion de France de Ligue 2 en 2008 avec Le Havre AC.